# 列平杰效應
在物理學中，列平杰效應 為在具有表面活性劑薄膜中材料的硬度和延展性的減弱現象，其中在金屬上較為明顯。此效應命名自在1928年發現此效應的前蘇聯科學家彼得·亞歷山德羅維奇·列平杰。
此效應發生原因的其中一個解釋是在表面活性劑存在造成材料表面氧化膜結構的擾亂和表面能減少，從而在受力後更容易造成不可逆之變形（如裂痕），在多晶固體中，列平杰效應的顯現源自於晶體中晶粒邊界出現的瑕疵。。此外，其應用包括於机械加工中使用润滑剂能減少對應的割削力。

## 效應實例
若將单晶鋅線在空氣中延伸兩次後，再浸入於硝酸汞水溶液後，該鋅線再進行延伸的過程會斷裂並形成光滑斷裂面。而一塊多晶鋅版在空氣中對折彎曲不會產生裂痕，但若在其上滴上一滴液態汞或鎵，其後在點上該液態金屬（汞或鎵）的地方稍微彎曲皆會導致該點產生裂縫甚至斷裂。在焊接與钎銲時，須注意在固態金屬或合金與液態金屬接觸時就會造成列平杰效應，受此效應影響最為顯著的固態金屬（合金）-液態金屬對包括：鋅-锡、鋼-铟、鋼-镉、铝-镓。

## 擴展閱讀
- Andrade, E. N. D. C.; Randall, R. F. Y. . Nature. 1949, 164 (4183): 1127. Bibcode:1949Natur.164.1127A. doi:10.1038/1641127a0 .
- Malkin, A. I. . Colloid Journal. 2012, 74 (2): 223–238. S2CID 97754613. doi:10.1134/S1061933X12020068.
- Biletskyi, V. Volodymyr Bondarenko; Iryna Kovalevs'ka; Kostiantyn Ganushevych , 编. . CRC Press. 2014: 121–122. ISBN 978-1-138-02699-5. doi:10.1201/b17547-22.